# Chassé Park
Het Chassé Park is een woonwijk met ongeveer 600 koopwoningen en 100 huurwoningen, gelegen in de binnenstad van Breda.
Het ligt op het bijna 13 hectare grote, voormalige kazerneterrein aan de rand van het Bredase centrum nabij het Chassé Theater en het gemeentehuis van Breda.

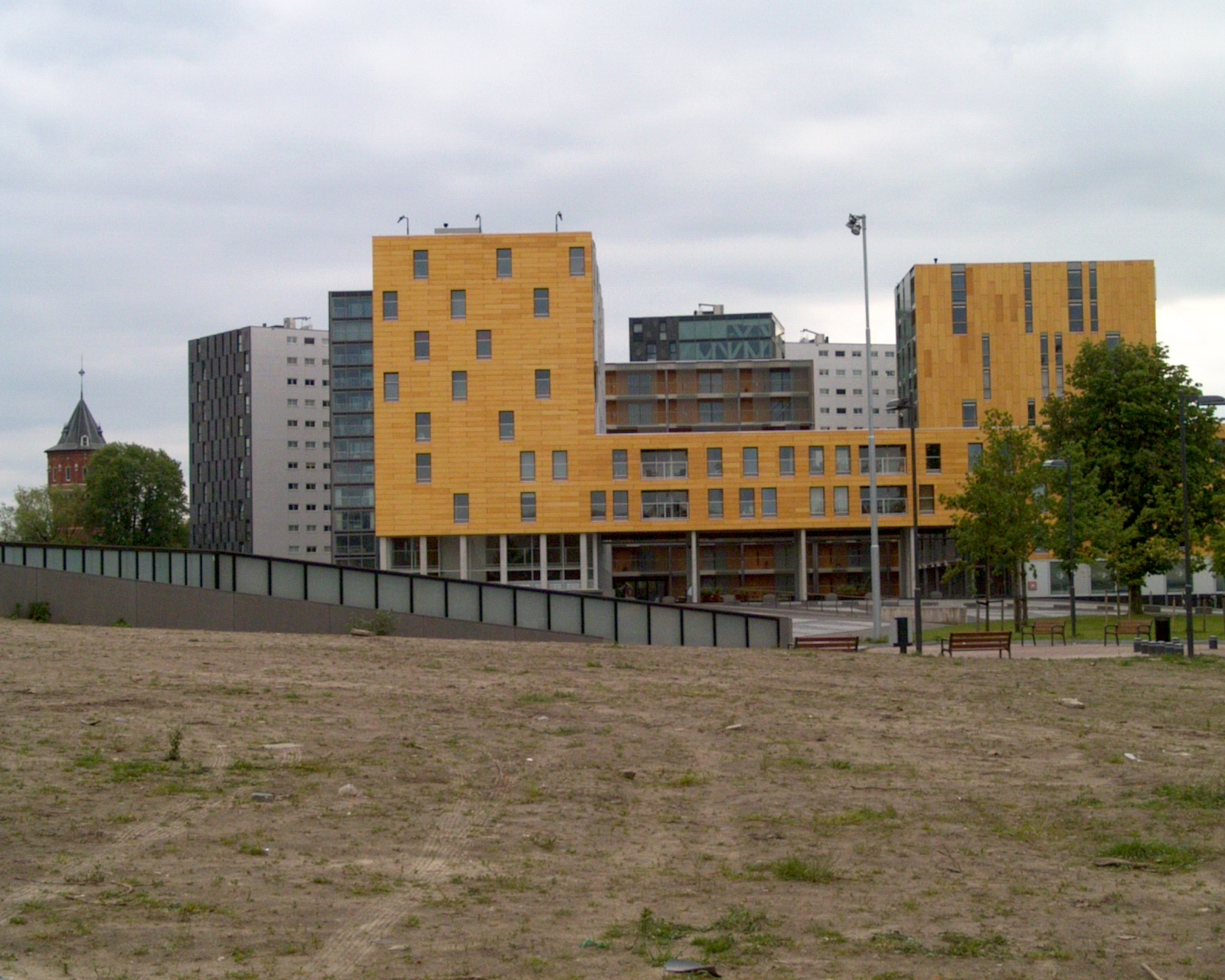
Chassé Park

Deze locatie in de binnenstad kreeg veel aandacht onder andere vanwege de stedenbouwkundige opzet. Het Chassé Park heeft de opzet van een campus. De campusvisie voor dit gebied werd in 1996 geformuleerd door Rem Koolhaas en Xaveer de Geyter. Het project heeft in het jaar 2000 de status landelijk voorbeeldproject gekregen, als voorbeeld voor het thema 'levende parken en pleinen'.
Het Chassé Park is een groen gebied met aan de randen commerciële en culturele ruimten. Er zijn een aantal hoge gebouwen met appartementen, zogenaamde parkappartementen, gebouwd. Aan de rand van het Chassé Park is in de voormalige Kloosterkazerne het Holland Casino Breda gevestigd. Aan de andere kant is de poptempel Mezz te vinden. In het hoofdgebouw van de Chassékazerne zijn het Breda's Museum en het Stadsarchief gevestigd. Onder de Chassé Promenade ligt de openbare Chassé Parking met plaats voor 670 auto's. 